# HD 90264
L Carinae
Cet article concerne L Carinae (L minuscule). Pour l Carinae (l minuscule), voir HD 84810. Pour I Carinae (i majuscule), voir HD 90589. Pour i Carinae (i minuscule), voir HD 79447.
Désignations
HD 90264 est une étoile binaire de la constellation australe de la Carène. Elle porte également la désignation de Bayer de L Carinae et la désignation dans le Bright Star Catalogue de HR 4089, tandis que HD 90264 est sa désignation dans le catalogue Henry Draper. Elle est visible à l'œil nu avec une magnitude apparente combinée de 4,99.

## Environnement stellaire
Le système présente une parallaxe annuelle de 8,12 ± 0,18 mas telle que mesurée par le satellite Hipparcos, ce qui permet d'en déduire qu'il est distant de 402 ± 9 a.l. (∼ 123 pc) de la Terre. Il s'éloigne du Système solaire à une vitesse radiale d'environ +12 km/s. HD 90264 est membre du groupe Bas-Centaure Croix du Sud de l'association Scorpion-Centaure, qui est l'association d'étoiles massives de types O et B la plus proche du Système solaire.

## Propriétés
HD 90264 est une binaire spectroscopique à raies doubles qui a été découverte en 1977. Le système suit une orbite proche et quasi-circulaire, avec une période de 15,73 jours et un demi-grand axe de 0,24 ua. Il comprend deux étoiles bleu-blanc de la séquence principale, respectivement 4,3 et 3,5 fois plus massives que le Soleil, et qui apparaissent être en résonance spin-orbite.
Les deux étoiles sont appauvries en hélium. La composante primaire est une variable à hélium tandis que son compagnon est une étoile à mercure et manganèse. La variabilité observée dans les raies des deux étoiles est bien corrélée avec la période orbitale.